# Campyloneurum chrysopodium
Campyloneurum chrysopodium là một loài thực vật có mạch trong họ Polypodiaceae. Loài này được Fée miêu tả khoa học đầu tiên.